# Volodymyr Zjygilij
Volodymyr Viktorovytj Zjygilij (ukrainska: Володимир Вікторович Жигілій, ryska: Владимир Жигилий: Vladimir Zhigilij), född 16 december 1952 i Oleksandrivka i Charkiv oblast i dåvarande Ukrainska SSR i Sovjetunionen, är en sovjetisk tidigare basketspelare som tog tog OS-brons 1976 i Montréal och tog OS-brons 1980 i Moskva. 